# 曾老吸
曾老吸（1913年2月25日—2006年5月12日），臺灣嘉義縣水上鄉人，因房地產而致富，在嘉義市西區有其紀念的街名。

## 生平
曾老吸生於1913年農曆正月二十日（公曆2月25日），水上鄉溪洲村人。嘉義商工專修學校畢業後，在南靖郵局、嘉義郡役所各工作五年。娶黃伶俐為妻，共育五子二女。
戰後時期，曾老吸轉入商界，以嘉義市西市場的攤販互助會，用會錢進行各項投資。他開設碾米廠，之後買下嘉義市垂楊國小以西的大片田地。此時遇到區公所為興建嘉雄陸橋設置連絡道路而徵收，這些田地成為住宅地而賺錢，他便不拿徵收道路補償費，由代表會專案報請中央核定用其名字做其街名。

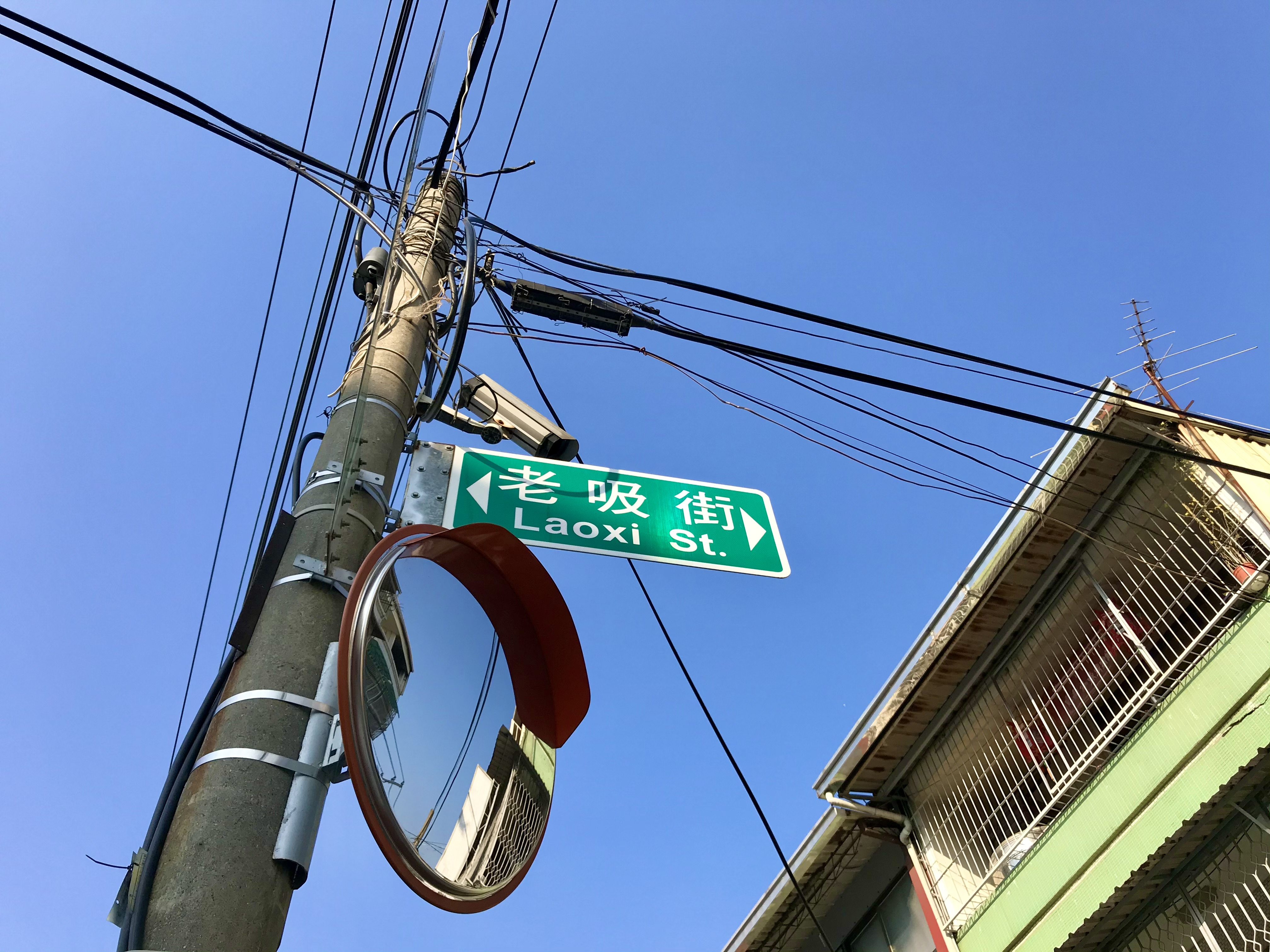
老吸街

曾老吸在興建住宅致富後，就和兒子設立貿易公司、外銷工廠，家族企業包括高爾夫球場、度假及購物中心、溫室栽培有機蔬菜等。
1982年，曾老吸擔任水上國小慶祝八十周年校慶籌備會主委，捐款新台幣約三百萬興建圖書館，由時任省主席李登輝親題「曾老吸圖書館」。1984年4月27日，教育部長朱匯森特依捐資興學褒獎條例，頒發銀質獎章。
1988年，曾老吸捐獻一千五百萬興建第六代嘉義北回歸線標誌。當時，因北回歸線座標移位，標誌必須遷建，但缺乏經費，是藉著他的捐款才促成新一代北回歸線標誌的修建。
2006年5月12日，曾老吸去世。